# Wohnhaus Weißenburgstr. 2 B (Stuttgart)

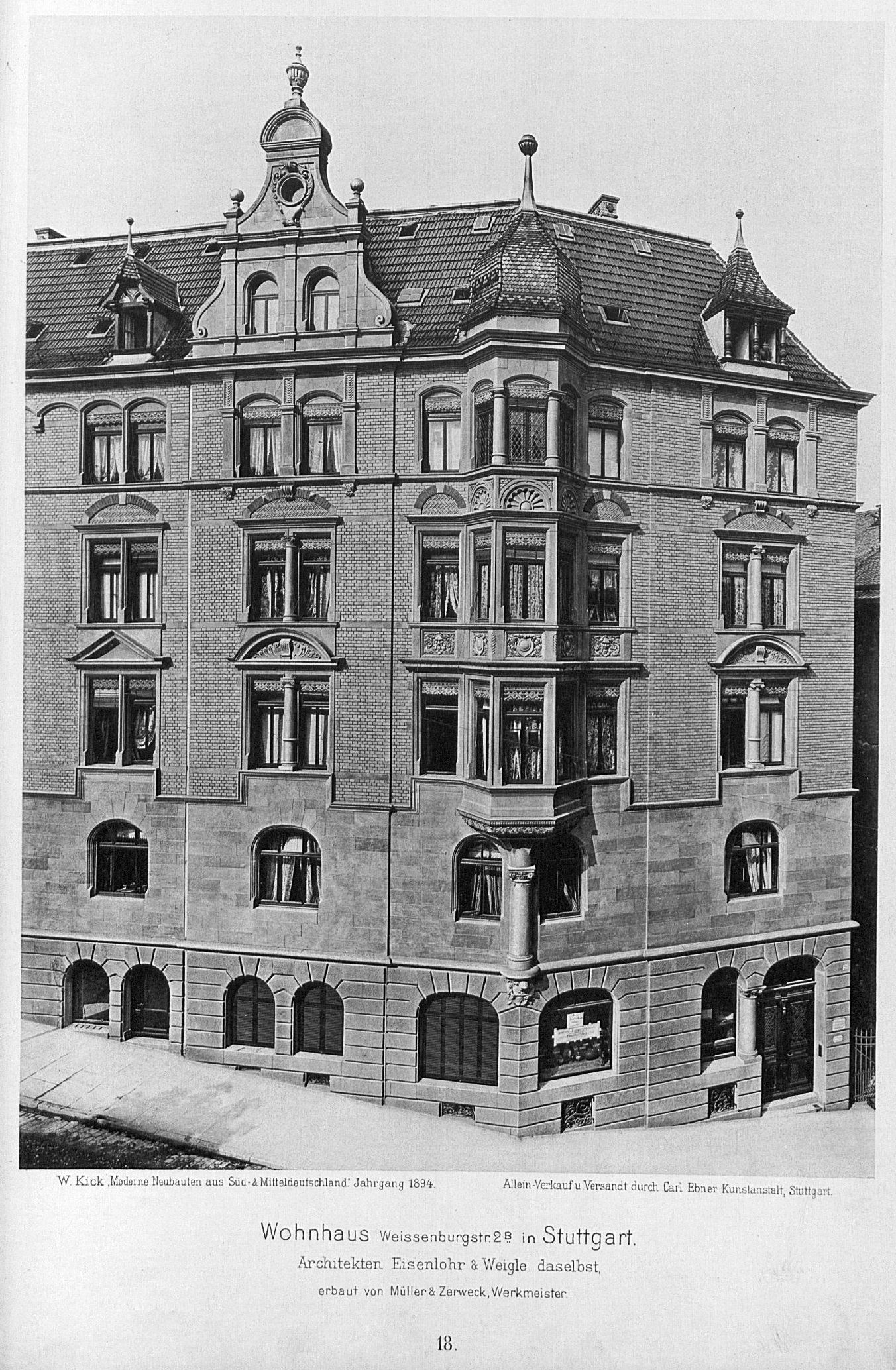
Wohnhaus Weißenburgstraße 2b in Stuttgart

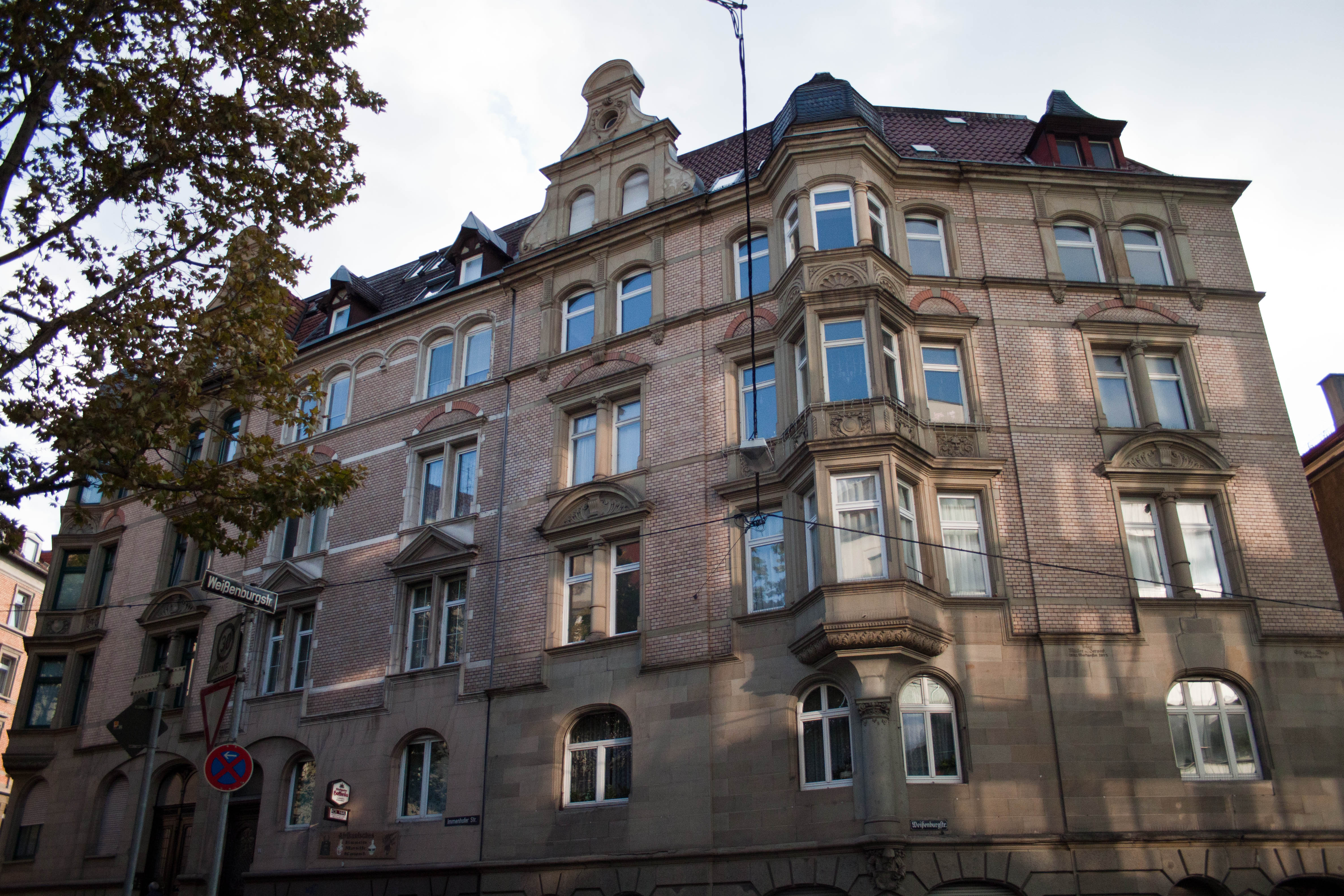
Wohnhaus Weißenburgstrasse 2 B Stuttgart Front

Das Wohnhaus Weißenburgstraße 2b ist ein denkmalgeschütztes Gebäude in Stuttgart.

## Beschreibung
Das Gebäude wurde 1892 bis 1893 nach Entwürfen der Stuttgarter Architekten Ludwig Eisenlohr und Carl Weigle durch das Baugeschäft Müller & Zerweck erbaut. Das Sockelgeschoss wurde mit rustiziertem und glattem Sandstein verkleidet. Die Fassaden der Obergeschosse sind mit hellem Ziegelmauerwerk und ornamentiertem Sandsteingewänden gestaltet. Zwei achsensymmetrisch angeordnete Volutengiebel und zwei polygonale Eckerker schmücken das Gebäude. Die Erker und Giebel sind im Stil der Neorenaissance gestaltet.